# Бронепалубные крейсера типа «Чжиюань»
Крейсера типа «Чжиюань» — серия из двух бронепалубных крейсеров 3-го ранга. Строились в Великобритании на эльсвикских верфях фирмы Армстронг для военно-морских сил Китая. Приняли активное участие в первой японо-китайской войне.

## Представители
«Чжиюа́нь»  (кит. трад. 致遠,  англ. Chih Yuan). Заложен 20 октября 1885 г. Спущен на воду 29 сентября 1886 г. Введен в строй 23 июля 1887 г.
«Цзинъюа́нь» (кит. трад. 靖遠, англ. Ching Yuan, Кing Yuan), также «Чингъюань». Заложен 20 октября 1885 г.. Спущен на воду 14 декабря 1886. Введен в строй 9 июля 1887 г.

## Описание конструкции
Корабль представлял собой типичный элсвикский крейсер британской постройки сравнительно малого тоннажа (2,3 тыс. тонн). Корпус стальной, разделенный на продольные и поперечные водонепроницаемые переборки. Палуба с невысокими полубаком и полуютом. Силуэт лаконичный, без надстроек, один носовой мостик. Одна дымовая труба, две мачты с боевыми марсами. Дно двойное, нос усилен мощным штевнем для тарана. Две паровые машины горизонтальные тройного расширения суммарной мощностью в 7 тыс. л. с. сообщали максимальный ход в 18,5 узлов. Защиту корабля составляла выпуклая бронепалуба в 2-дюйма толщины (на скосах — 4 дюйма), а также угольные ямы, расположенные вдоль бортов почти по всей длине судна. Вертикальное бронирование ограничивалось рубкой и защитой орудий.
Основное артиллерийское вооружение было нехарактерным для элсвикских крейсеров. Главный калибр составляли три 21-сантиметровых орудия фирмы Крупп (Германия). Два из них были установлены спарено на носу на поворотной платформе, закрытой с трех сторон броневыми щитами; третье 21-сантиметровое орудие стояло на корме также на поворотной платформе за щитами. Механизмы наведения и заряжания орудий главного калибра были гидравлическими. Дополнительное вооружение составляли два 6-дюймовых орудия фирмы Армстронг, установленные по центру корпуса за щитами по одному с каждого борта на вынесенных спонсонах. Таким образом корабль мог вести огонь прямо по курсу и по борту из четырех орудий, а по корме — из трех.
Каждый крейсер также был вооружен восемью 6-фунтовыми (57-миллиметровыми) скорострельными пушками и шестью митральезами Гатлинга. Минное вооружение составляли четыре минных аппарата, в том числе один, установленный в носовой части над форштевнем.

## Оценка проекта
Перед японо-китайской войной 1894—1895 годов «Чжиюань» и «Цзинъюань» представляли собой лучшие крейсера императорского флота Китая и, по-существу, были единственными китайскими кораблями, способными на полноценные крейсерские операции. Тем не менее, установка по настоянию заказчиков на небольшой корабль трех тяжелых крупнокалиберных орудий при наличии всего двух орудий среднего калибра фактически превращала его в быстроходную канонерскую лодку. В этом отношении крейсера типа «Чжиюань» серьёзно уступали японским бронепалубным крейсерам, вооруженным многочисленной среднекалиберной артиллерией.

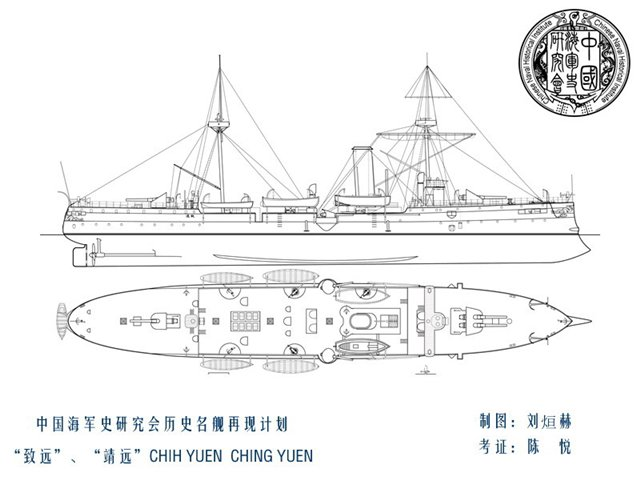

## Служба
В 1888 году «Чжиюань» и «Цзинъюань» вместе с построенными в Германии крейсерами «Лайюань» и «Цзинъюань» под общим командованием инструктора ВМС Китая британского капитана У. Ланга прибыли к месту назначения и были определены в северную Бэйянскую эскадру под командованием адмирала Дин Жучана.
Во время японо-китайской войны в составе Бэйянского флота «Чжиюань» и «Цзинъюань» участвовали в решающей морской битве близ устья р. Ялу 17 сентября 1894 года. В начале сражения, отдалившись от двух броненосцев адмирала Дина, «Чжиюань» напал на японское штабное судно «Сайкё-мару», нанеся ему ряд повреждений из 8-дюймовых и 6-дюймовых орудий. Один из 8-дюймовых снарядов прошел всего в 10 футах (3 метрах) от машинного отделения. Если бы он попал в машину и разорвался, то «Сайкё», на которой находился начальник японского морского штаба Кабаяма, была бы обречена.
Вскоре китайские крейсера сами были атакованы «Летучим отрядом» адмирала Цубоя — бронепалубными крейсерами 2-го класса: «Ёсино» (флагман), однотипными «Такатихо» и «Нанива», а также «Акицусима». Четыре японские корабли ходили кругами вокруг сбившихся в кучу шести меньших китайских крейсеров, ведя по ним сильный огонь из скорострельной артиллерии средних калибров. Китайцы отвечали редкими выстрелами из устаревших нескорострельных орудий, не добиваясь результативных попаданий.
Командир «Чжиюаня» капитан Дэн Шичан решил сблизиться с вражескими крейсерами, но его корабль сразу попал под сосредоточенный огонь всего «Летучего отряда». После нескольких попаданий «Чжиюань» стал крениться на правый борт. Капитан Дэн попытался протаранить флагманский крейсер адмирала Цубоя. «Ёсино» с близкой дистанции расстрелял идущий на него китайский корабль разрывными снарядами. В 15.50 в носовой части «Чжиюаня» произошел сильный взрыв; корма задралась, обнажив вращающиеся винты, после чего корабль быстро затонул. 215 членов его экипажа погибли. По одной версии, непосредственной причиной гибели «Чжиюаня» был взрыв носового торпедного аппарата, по другой крейсер был поражен 10-дюймовым снарядом с «Нанивы» или «Такатихо», который смог пробить броневую палубу и взорвать погреб с боезапасом.

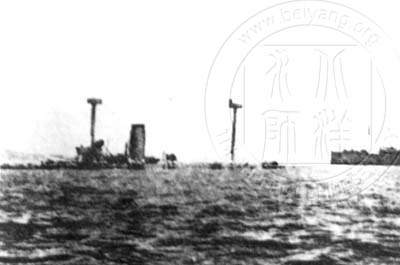
Затонувший крейсер «Цзинъюань» в бухте Вэйхайвэя. Февраль 1895

Второй крейсер, «Цзинъюань» в битве при Ялу старался держаться от противника на расстоянии и почти не принимал участия в сражении. Тем не менее, он тоже побывал под обстрелом; на крейсере трижды вспыхивали пожары, которые команда сумела потушить. На корабле было 2 погибших и 17 раненых. После отхода японского флота он присоединился к броненосцам адмирала Дина и вместе с остальными кораблями Бэйянской эскадры вернулся в Люйшунь, а затем в Вэйхайвэй. В следующем 1895 году крейсер принимал участие в битве за Вэйхайвэй. Находясь в вэйхайвэйской бухте, противостоял японскому флоту, обстреливал японские войска на побережье.
9 февраля 1895 года «Цзинъюань» попал под огонь японской береговой батареи. От попадания крупнокалиберного снаряда на крейсере произошел внутренний взрыв, он затонул на мелководье. Японцы после капитуляции китайского гарнизона не стали восстанавливать крейсер, видимо, из-за тяжести повреждений.